# Episodi di Missione impossibile (prima stagione)
La prima stagione della serie televisiva Missione impossibile è stata trasmessa negli Stati Uniti dalla CBS dal 17 settembre 1966 al 22 aprile 1967.
| nº | Titolo originale     | Titolo italiano                      | Prima TV USA      | Prima TV Italia |
| -- | -------------------- | ------------------------------------ | ----------------- | --------------- |
| 1  | Pilot                | Pericolo nucleare                    | 17 settembre 1966 |                 |
| 2  | Memory               | Un cervello prodigioso               | 24 settembre 1966 |                 |
| 3  | Operation Rogosh     | Il prigioniero                       | 1º ottobre 1966   |                 |
| 4  | Old Man Out: Part 1  | Alta acrobazia: Parte 1              | 8 ottobre 1966    |                 |
| 5  | Old Man Out: Part 2  | Alta acrobazia: Parte 2              | 15 ottobre 1966   |                 |
| 6  | Odds on Evil         | Il gioco del principe                | 22 ottobre 1966   | 20 aprile 1969  |
| 7  | Wheels               | Liberali e nazionalisti              | 29 ottobre 1966   |                 |
| 8  | The Ransom           | Il riscatto (Il prezzo del riscatto) | 5 novembre 1966   | 27 aprile 1969  |
| 9  | A Spool There Was    | Missione sul lago                    | 12 novembre 1966  |                 |
| 10 | The Carriers         | Cambio d'identità                    | 19 novembre 1966  |                 |
| 11 | Zubrovnik's Ghost    | Il fantasma di Zubrovnik             | 26 novembre 1966  |                 |
| 12 | Fake Out             | Duello all'ultimo sangue             | 3 dicembre 1966   |                 |
| 13 | Elena                | Magia Inca                           | 10 dicembre 1966  |                 |
| 14 | The Short Tail Spy   | Appuntamento con la morte            | 17 dicembre 1966  |                 |
| 15 | The Legacy           | Il tesoro di Hitler                  | 7 gennaio 1967    |                 |
| 16 | The Reluctant Dragon | Prigioniero del passato              | 14 gennaio 1967   |                 |
| 17 | The Frame            | Il complotto (Pranzo al pepe)        | 21 gennaio 1967   | 13 aprile 1969  |
| 18 | The Trial            | Il fuorilegge                        | 28 gennaio 1967   |                 |
| 19 | The Diamond          | Una cascata di diamanti              | 4 febbraio 1967   |                 |
| 20 | The Legend           | Per la Grande Germania               | 11 febbraio 1967  |                 |
| 21 | Snowball in Hell     | Snowball in Hell                     | 18 febbraio 1967  |                 |
| 22 | The Confession       | The Confession                       | 25 febbraio 1967  |                 |
| 23 | Action!              | Action!                              | 4 marzo 1967      |                 |
| 24 | The Train            | The Train                            | 18 marzo 1967     |                 |
| 25 | Shock                | Shock                                | 25 marzo 1967     |                 |
| 26 | A Cube of Sugar      | A Cube of Sugar                      | 1º aprile 1967    |                 |
| 27 | The Traitor          | The Traitor                          | 15 aprile 1967    |                 |
| 28 | The Psychic          | The Psychic                          | 22 aprile 1967    |                 |